# フラストレーション ミュージック
『フラストレーション ミュージック』は、日本のロックバンド、Hysteric Blueの11枚目のシングル。

## 解説
- フジテレビ系アニメ『バンパイヤン・キッズ』オープニング・テーマ。

## 収録曲
1. フラストレーション ミュージック
作詞・作曲：たくや 編曲：佐久間正英&Hysteric Blue
2. はつがお
作詞：たくや、作曲：ナオキ 編曲：佐久間正英&Hysteric Blue
3. フラストレーション　ミュージック (original karaoke)

## 収録アルバム
- MILESTONE (#1)
- Historic Blue (#1)